# سيرغي أوزيجوف

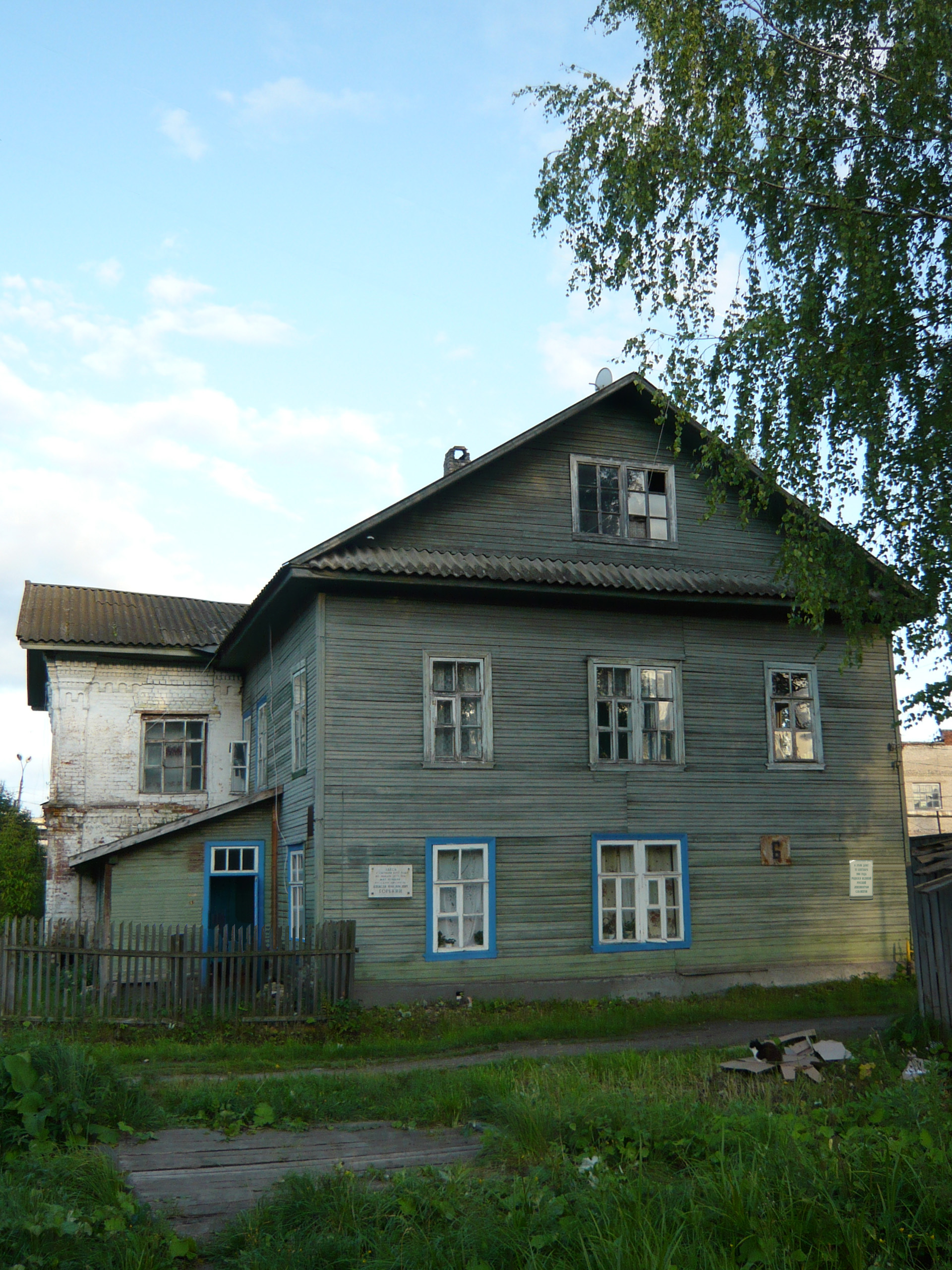
المنزل الذي وُلد فيه "أوزيجوف" بكوفشينوفو.

سيرغي ايفانوفيتش أوزيجوف (22 سبتمبر 1900 - 15 ديسمبر 1964) (بالروسية: Серге́й Ива́нович О́жегов) هو مُعجمي روسي، تخرّج سنة 1926 من جامعة لينينغراد، ومن بين أساتذته «ليف شيشربا» و«فيكتور فينوجرادوف».
ما بين 1935 و1940، ساهم أوزيجوف في قاموس ديمتري أوشاكوف التوضيحي المكون من أربعة مجلدات باللغة الروسية. من أهم أعماله، قاموس اللغة الروسية (بالروسية: "Слова́рь ру́сского языка́")، وقد تم تحديثه وتصحيحه من قبل «ناتاليا شفيدوفا»، ويعتبر المرجع الأكثر استخدامًا للغة الروسية اليوم.

## روابط خارجية
- "Searchable version of Dahl's, Ushakov's, and Ozhegov's dictionaries" (بالروسية). Archived from the original on 2019-11-24. Retrieved 2011-02-11.